# Житник, Бела
Бела Житник (венг. Zsitnik Béla; 17 декабря 1924, Дьёр — 12 января 2019, Будапешт) — венгерский гребец, выступавший за сборную Венгрии по академической гребле в 1947—1960 годах. Бронзовый призёр летних Олимпийских игр в Лондоне, чемпион Европы, победитель и призёр многих регат национального значения.

## Биография
Бела Житник родился 17 декабря 1924 года в городе Дьёр, Венгрия.
Занимался академической греблей с 1941 года в будапештской ассоциации «Вёрёш Метеор» и позже в клубе «Ференцварош».
Первого серьёзного успеха на взрослом международном уровне добился в сезоне 1947 года, когда вошёл в основной состав венгерской национальной сборной и побывал на чемпионате Европы в Люцерне, откуда привёз награду золотого достоинства, выигранную в зачёте распашных рулевых двоек.
Благодаря череде удачных выступлений удостоился права защищать честь страны на летних Олимпийских играх 1948 года в Лондоне. Вместе с напарником Анталем Сендеи и рулевым Робертом Зимоньи в финале распашных рулевых двоек пришёл к финишу третьим, уступив только экипажам из Дании и Италии — тем самым завоевал бронзовую олимпийскую медаль.
В 1952 году стартовал в восьмёрках на Олимпийских играх в Хельсинки, на сей раз попасть в число призёров не смог, остановившись на стадии полуфиналов.
В Олимпийских играх 1956 года в Мельбурне участия не принимал, не сумев пройти отбор.
Уже в возрасте 36 лет участвовал в Олимпийских играх 1960 года в Риме — здесь в составе безрульного четырёхместного экипажа, куда также вошли гребцы Лайош Кишш, Дьёрдь Шарлош и Йожеф Шатори, не смог квалифицироваться на предварительном отборочном этапе и затем неудачно выступил в дополнительном заезде.
В течение своей длительной спортивной карьеры Житник в общем счёте 28 раз становился чемпионом венгерского национального первенства в различных гребных дисциплинах.
Завершив карьеру гребца в 1962 году, впоследствии проявил себя как спортивный функционер, вплоть до выхода на пенсию в 1986 году находился на руководящих постах в нескольких гребных клубах Венгрии.
Его сын Бела Житник младший (род. 1951) тоже добился определённых успехов в академической гребле, представлял Венгрию на Олимпийских играх 1972 года в Мюнхене.
Умер от остановки сердца 12 января 2019 года в Будапеште в возрасте 94 лет. Похоронен на кладбище Фаркашрети.